# Алилович, Мирко
Мирко Алилович (хорв. Mirko Alilović; родился 15 сентября 1985, Любушки, Босния и Герцеговина, Югославия) — боснийский и хорватский гандболист, вратарь польского клуба «Висла» (Плоцк).

## Карьера

### Клубная
Мирко начал карьеру в боснийском клубе «Извиджач» из родных Любушек, дебютировав в возрасте 15 лет, выиграв чемпионат Боснии в 2002, 2004 и 2005 годах. В 2005 году перешёл в испанский клуб «Адемар» из Леона, дойдя с ним до финала Кубка кубков в 2007 году, но проиграв «Гамбургу». Летом 2010 года переехал в Словению в команду «Целе», а через год перешёл в венгерский «Веспрем». С ним выигрывал с 2012 по 2014 годы чемпионат и Кубок Венгрии, а в Лиге чемпионов ЕГФ вышел в сезоне 2013/2014 в Финал Четырёх.

### В сборной
Будучи уроженцем Боснии и Герцеговины, Алилович предпочёл выступать за сборную Хорватии. Дебют его состоялся ещё на чемпионате мира 2007 года, когда травму получил основной вратарь Владимир Шола. Тогда сборная Хорватии заняла 5-е место. На чемпионатах Европы 2008 и 2010 годов Хорватия завоёвывала серебряные медали, на чемпионате мира 2009 года также становилась серебряным призёром, а на Олимпиаде 2012 года выиграла бронзовую медаль. Всего в активе Алиловича 133 игры.